# Кевін Лайлс
Кевін Лайлс (англ. Kevin Lyles; нар. 23 липня 1973) — американський легкоатлет, який спеціалізувався в бігу на короткі дистанції.
Батько спринтерів Ноа Лайлса та Джозефуса Лайлса.

## Спортивні досягнення
Чемпіон світу з естафетного бігу 4×400 метрів (1995, виступав у попередньому забігу).
Чемпіон Універсіади з естафетного бігу 4×400 метрів (1993).
Фіналіст (6-е місце) з бігу на 400 метрів на чемпіонаті США (1995).
Фіналіст (5-е місце) з бігу на 400 метрів на чемпіонаті США в приміщенні (1997).